# Giusto Bellavitis
Giusto Bellavitis   (Bassano del Grappa, 22 de novembre de 1803 - Tezze sul Brenta, 6 de novembre de 1880) fou un matemàtic italià.

## Vida i Obra

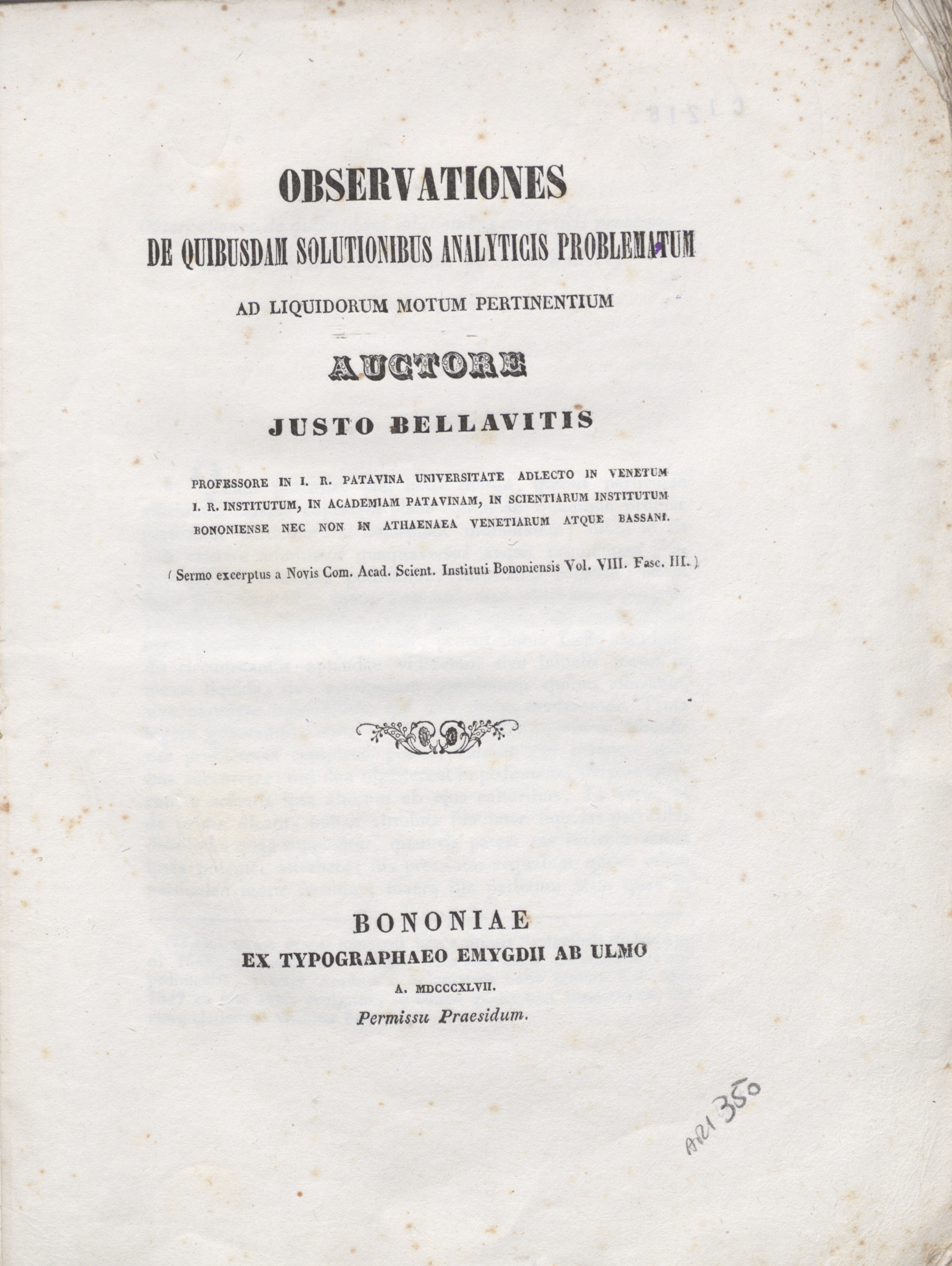
Observationes de quibusdam solutionibus analyticis (1847)

Bellavitis va estudiar pel seu compte mentre era administratiu a l'ajuntament de Bassano, sense obtenir mai cap titulació oficial. Malgrat això, va ser admès al Institut Venecià el 1840 i el 1843 donava classes de matemàtiques al Institut de Vicenza. El 1845 va ser escollit catedràtic de geometria descriptiva a la universitat de Pàdua, càtedra que canviaria per la d'àlgebra i geometria analítica després de l'unificació italiana.
Bellavitis va tenir un fill que també va ser professor a la universitat de Pàdua. Va ser nomenat pel govern, senador del Regne d'Itàlia. Va ser membre de l'acadèmia dei Lincei i de la Società Italiana delle Scienze, deta dei XL (eren quaranta membres).
Bellavitis és recordat pel seu càlcul d'equipol·lències (1835), que cal entendre com un antecedent del concepte de vector. Per això, pot ser considerat el primer matemàtic en definir les operacions amb vectors en el espai.